# Championnat d'Espagne de football 1964-1965
Navigation
Primera División 1963-64 Primera División 1965-66
Le championnat d'Espagne de football 1964-1965 est la 34e édition du championnat. Elle est remportée par le Real Madrid qui conserve son titre. Organisée par la Fédération espagnole de football, elle se dispute du 13 septembre 1964 au 18 avril 1965.
Le club madrilène l'emporte avec quatre points d'avance sur l'Atlético Madrid et sept sur le troisième, le Real Saragosse. C'est le onzième titre des « Merengues » en championnat, le cinquième de suite.
Le système de promotion/relégation ne change pas : descente et montée automatique pour les deux derniers de division 1 et les deux premiers des deux groupes de deuxième division, barrages de promotion pour les treizième et quatorzième de division 1 et les deuxième des deux groupes de division 2. En fin de saison, le Real Oviedo et le Deportivo La Corogne, ainsi que le Real Murcie et le Levante UD après barrages, sont relégués en deuxième division. Ils sont remplacés la saison suivante par le Pontevedra CF, le RCD Majorque, le CE Sabadell et le CD Málaga.
L'attaquant paraguayen naturalisé espagnol Cayetano Ré, du CF Barcelone, termine meilleur buteur du championnat avec 26 réalisations.

## Règlement de la compétition
Le championnat de Primera División est organisé par la Fédération espagnole de football, il se déroule du 13 septembre 1964 au 18 avril 1965.
Il se dispute en une poule unique de 16 équipes qui s'affrontent à deux reprises, une fois à domicile et une fois à l'extérieur. L'ordre des matchs est déterminé par un tirage au sort avant le début de la compétition.
Le classement final est établi en fonction des points gagnés par chaque équipe lors de chaque rencontre : deux points pour une victoire, un pour un match nul et aucun en cas de défaite. En cas d'égalité de points entre deux ou plusieurs de clubs en fin de championnat, le classement se fait à la différence de buts. L'équipe possédant le plus de points à la fin de la compétition est proclamée championne. En fin de saison, les deux derniers du championnat sont relégués en Segunda División et remplacés par les deux premiers des deux groupes de ce championnat. Des barrages de promotion sont disputés entre les treizième et quatorzième de division 1 et les deuxième des deux groupes de division 2.

## Équipes participantes
Cette saison de championnat se dispute à 16 équipes.
| \| A. Bilbao Atlético Madrid CF Barcelone Séville CF Real Madrid Valence CF Real Oviedo Betis Balompié Real Saragosse Elche CF Córdoba CF Espanyol Real Murcie Levante UD D. La Corogne UD Las Palmas \| Localisation des clubs engagés dans le championnat. |
| A. Bilbao Atlético Madrid CF Barcelone Séville CF Real Madrid Valence CF Real Oviedo Betis Balompié Real Saragosse Elche CF Córdoba CF Espanyol Real Murcie Levante UD D. La Corogne UD Las Palmas                                                           |

| Clubs                | Ville                      | Stade                 | Capacité |
| -------------------- | -------------------------- | --------------------- | -------- |
| Atlético Bilbao      | Bilbao                     | San Mamés             | 41 400   |
| Atlético Madrid      | Madrid                     | Metropolitano         | 58 000   |
| CF Barcelone         | Barcelone                  | Camp Nou              | 83 868   |
| Betis Balompié       | Séville                    | Benito Villamarín     | 16 060   |
| Córdoba CF           | Cordoue                    | El Arcángel           | 23 800   |
| Deportivo La Corogne | La Corogne                 | Riazor                | 22 182   |
| Elche CF             | Elche                      | Altabix (es)          | 12 000   |
| Espanyol Barcelone   | Barcelone                  | Sarriá                | 27 000   |
| UD Las Palmas        | Las Palmas de Gran Canaria | Insular               | 20 000   |
| Levante UD           | Valence                    | Vallejo (es)          | 13 050   |
| Real Madrid          | Madrid                     | Santiago Bernabéu     | 100 618  |
| Real Murcie          | Murcie                     | La Condomina          | 12 000   |
| Real Oviedo          | Oviedo                     | Carlos-Tartiere       | 20 000   |
| Real Saragosse       | Saragosse                  | La Romareda           | 32 416   |
| Séville CF           | Séville                    | Ramón Sánchez-Pizjuán | 46 000   |
| Valence CF           | Valence                    | Mestalla              | 53 190   |

## Classement
| Rang | Équipe                 | Pts | J  | G  | N  | P  | Bp | Bc | Diff |
| ---- | ---------------------- | --- | -- | -- | -- | -- | -- | -- | ---- |
| 1    | Real Madrid T          | 47  | 30 | 21 | 5  | 4  | 64 | 18 | +46  |
| 2    | Atlético Madrid C      | 43  | 30 | 20 | 3  | 7  | 58 | 27 | +31  |
| 3    | Real Saragosse         | 40  | 30 | 19 | 2  | 9  | 60 | 37 | +23  |
| 4    | Valence CF             | 38  | 30 | 17 | 4  | 9  | 59 | 37 | +22  |
| 5    | Córdoba CF             | 35  | 30 | 16 | 3  | 11 | 36 | 34 | +2   |
| 6    | CF Barcelone           | 32  | 30 | 14 | 4  | 12 | 59 | 41 | +18  |
| 7    | Atlético Bilbao        | 32  | 30 | 13 | 6  | 11 | 36 | 41 | -5   |
| 8    | Elche CF               | 31  | 30 | 14 | 3  | 13 | 38 | 43 | -5   |
| 9    | UD Las Palmas P        | 29  | 30 | 11 | 7  | 12 | 36 | 43 | -7   |
| 10   | Séville CF             | 26  | 30 | 11 | 4  | 15 | 38 | 50 | -12  |
| 11   | Espanyol Barcelone     | 25  | 30 | 12 | 1  | 17 | 37 | 39 | -2   |
| 12   | Real Betis Balompié    | 23  | 30 | 8  | 7  | 15 | 33 | 45 | -12  |
| 13   | Real Murcie            | 23  | 30 | 5  | 13 | 12 | 28 | 49 | -21  |
| 14   | Levante UD             | 21  | 30 | 8  | 5  | 17 | 37 | 51 | -14  |
| 15   | Real Oviedo            | 20  | 30 | 7  | 6  | 17 | 22 | 54 | -32  |
| 16   | Deportivo La Corogne P | 15  | 30 | 6  | 3  | 21 | 18 | 50 | -32  |

- Champion, qualification pour la Coupe des clubs champions 1965-1966 en tant que champion
- Qualification pour la Coupe des vainqueurs de coupe de football 1965-1966 en tant que vainqueur de la Coupe d'Espagne
- Qualification pour la Coupe des villes de foires 1965-1966
- Barrages
- Relégation en Segunda División

Barrages de promotion
Les barrages opposent en matchs aller-retour Real Murcie et CD Sabadell, deuxième du groupe 1 de division 2 et, Levante UD et CD Málaga, deuxième du groupe 2 de division 2.
| Équipe 1    | Résultat | Équipe 2    | Aller | Retour |
| ----------- | -------- | ----------- | ----- | ------ |
| CE Sabadell | 3-2      | Real Murcie | 1-0   | 2-2    |
| Levante UD  | 2-4      | CD Málaga   | 0-0   | 2-4    |

Le CE Sabadell et le CD Málaga accèdent au terme des rencontres de barrage en Primera División.

## Bilan de la saison
| Championnat d'Espagne de football 1964-1965 |                         |
| Champion                                    | Real Madrid (11e titre) |
| Dauphin                                     | Atlético Madrid         |
| Coupes et trophées                          |                         |
| Vainqueur de la Coupe d'Espagne 1964-1965   | Atlético Madrid         |
| Promotions et relégations                   |                         |
| Promus en Primera División                  | Pontevedra CF           |
| Promus en Primera División                  | RCD Majorque            |
| Promus en Primera División                  | CE Sabadell             |
| Promus en Primera División                  | CD Málaga               |
| Relégués en Segunda División                | Real Murcie             |
| Relégués en Segunda División                | Levante UD              |
| Relégués en Segunda División                | Real Oviedo             |
| Relégués en Segunda División                | Deportivo La Corogne    |